# 弓瑞
弓瑞，山西相声代言人，侯派相声传人，山西省曲艺家协会副主席，中正天街好悦来剧场艺术总监， 2012年《第六届CCTV电视相声大赛》职业组铜奖，2012年北京卫视《北京喜剧幽默大赛》冠军，2018年东方卫视《相声有新人》全国八强， 中国曲艺牡丹奖曲艺英才培育对象。 